# Pediobius inexpectatus
Pediobius inexpectatus  (лат.) — вид паразитических наездников рода Pediobius из семейства Eulophidae (Chalcidoidea) отряда перепончатокрылые насекомые. Новая Гвинея. Общая окраска зеленовато-бронзовая. Переднеспинка с шейкой, отграниченной килем (поперечным гребнем). Щит среднеспинки с развитыми изогнутыми парапсидальными бороздками. Ассоциированы с бабочками Melanitis constantia (Nymphalidae) и Parnara guttata (Hesperiidae) на растениях Saccharum officinarum (Poaceae).